# Sismo de Parral de 1928
El sismo de Parral de 1928 se produjo a las 22:12:54 horas, hora local (UTC −6) del miércoles 31 de octubre de ese año. Tuvo una magnitud entre 6.3 Mw y 6.4 Mw.   Su epicentro se localizó  a unos 20 km de la ciudad de Parral, según el Servicio Geológico de los Estados Unidos.
El sismo fue sentido mayormente en un área de 360,000 kilómetros cuadrados en el centro-sur del estado de Chihuahua y sacudió a Parral con una intensidad muy fuerte a severa (VII y VIII) y a la ciudad de Chihuahua con una intensidad fuerte (VI). Además, hizo vibrar también a las poblaciones de Meoqui, con intensidad muy fuerte a severa (VII y VIII), Camargo, con una intensidad muy fuerte (VII), Guerrero, San Antonio de los Arenales (hoy Cuauhtémoc) y Santa Isabel, con intensidad muy fuerte (VII), entre otras. Fue sentido en Ciudad Juárez, El Paso y Guadalupe con una intensidad entre débil y moderada (III y V).

## Tectónica y falla asociada al sismo del 31 de octubre de 1928
La mayor parte del estado de Chihuahua y del noroeste de México se ubica en una región fisiográfica conocida como Provincia de Cuencas y Sierras (Basin and Range), que se extiende desde Canadá. Esta provincia presenta un régimen tectónico extensivo desde mediados del Cenozoico hasta la actualidad, con presencia de escarpes de falla en los bordes de las sierras y algunos campos volcánicos de basaltos alcalinos.
El sismo del 31 de octubre de 1928 se localiza en esta Provincia de Cuencas y Sierras (Basin and Range), y cerca del límite oeste propuesto para el llamado Graben Central de Chihuahua, el cual se asocia, como ramal, al Rift del Río Grande.
Se observó que el mecanismo del sismo indica fallamiento normal-oblicuo (mezcla de movimiento normal y a rumbo), que señala extensión con orientación noreste-suroeste. Según el plano nodal, la falla asociada podría ser de rumbo noroeste, aunque no se descarta el plano nodal con orientación este-oeste. Así mismo, se estimó que el sismo podría estar asociado a la ruptura simple de una falla en una longitud de 9 ±2 km, con un deslizamiento vertical menor a 40 cm.

## Intensidades del sismo y daños provocados
El sismo se sintió en Parral y en Meoqui con una intensidad muy fuerte a severa (VII y VIII). Según el periódico El Correo de Chihuahua del 2 de noviembre de1928, en Meoqui se escucharon ruidos subterráneos intensos y se sintieron tres sismos, siendo el de en medio el de mayor duración, con cerca de medio minuto, lo cual causó pánico en la población. Además, en esta misma localidad se formaron huecos grandes en la torre y en los arcos de la iglesia local, dos columnas de esta se separaron, y una cayó, por lo que el edificio se cerró al público hasta su arreglo, reforzamiento y remodelación. Por otra parte, algunas casas sufrieron daños fuertes y casi se derrumbaron. El hotel Hidalgo de Meoqui presentó grietas grandes y visibles, al igual que el edificio de la Presidencia Municipal y una escuela. No obstante, en esta localidad no se reportaron heridos.
En Camargo el sismo se sintió con intensidades de fuertes (VI) a muy fuertes (VII), y algunas casas colapsaron, según informes del periódico El Paso Times del 1 de noviembre de 1928. Al parecer, no hubo víctimas, pero sí damnificados. Todavía el 15 de diciembre de 1928 el Periódico Oficial del Estado de Chihuahua publicó un acta de la sesión del 10 de noviembre de ese año, del Ayuntamiento de Camargo, en la que se informaba sobre las gestiones del diputado Cipriano Arriola ante el gobierno para obtener fondos para ayudar a los damnificados por los últimos temblores en los ranchos de La Laguna, Rancho Viejo, El Tecuán, Presilla Alta y El Ortegueño de esa municipalidad.
En Guerrero, San Antonio de los Arenales (hoy Cuauhtémoc) y Santa Isabel, el sismo también se sintió con intensidad muy fuerte (VII), y se reportó que algunos edificios sufrieron daños, pero ninguno colapsó o quedó en ruinas.
En la ciudad de Chihuahua, el movimiento telúrico se percibió a las 10:15 p. m., hora local, con una intensidad fuerte (VI), y fue precedido por un sismo ligero a las 8.46 p. m.. que poca gente sintió. En esa ciudad, el sismo mayor de las 10:15 p. m. duró unos 16 segundos y causó gran alarma entre los pobladores, quienes salieron a las calles. Inclusive, el periódico El Correo de Chihuahua, del 1 de noviembre de 1928, reportó que, en el cine, hubo algunas personas que sufrieron angustia y sofocamiento, y que otras fueron pisoteadas al intentar salir de prisa de las instalaciones, junto a todos los demás. Se detalló que el movimiento telúrico despertó a la gente que dormía, y que algunas casas presentaron grietas, pero solo aquellas más antiguas, o aquellas que tenían fracturas preexistentes.
En Ciudad Juárez, El Paso y Guadalupe, el sismo se percibió con una intensidad entre débil y moderado (III y V).   No obstante, algunos diarios internacionales, como La Nación, de Madrid, España, informó el 2 de noviembre de 1928 que se habían hundido algunas casas en Guadalupe, luego de este sismo, pero que hasta ese momento no se sabía de alguna víctima.